# Диво сърце (теленовела, 1993)
„Диво сърце“ (на испански: Corazón salvaje) е мексиканска теленовела, режисирана от Хосе Рендон и Алберто Кортес, и продуцирана от Хосе Рендон за Телевиса през 1993-1994 г. Версията, написана от Мария Саратини, е третата телевизионна адаптация, базирана върху класическия едноименен роман на мексиканската писателка Каридад Браво Адамс, който разказва за легендарния любовен триъгълник между две млади графини, Моника и Ейми, и Хуан дел Диабло, незаконен син на богат земевладелец.
В главните роли са Едит Гонсалес и Едуардо Паломо, а в отрицателните - Ана Колчеро, Ариел Лопес Падия, Арсенио Кампос и Клаудия Ислас. Специално участие вземат Сесар Евора, Исаура Еспиноса, Йоланда Вентура и първите актьори Лус Мария Агилар, Кета Лават, Кета Караско, Хулио Монтерде и Енрике Лисалде.

## Сюжет
Историята се развива в началото на XX век в Пуерто Валярта, където ще станем свидетели на раждането на една величествена, дълбока и вълшебна страст между двама млади, които могат да изглеждат съвсем различни, но които са предопределени да бъдат заедно завинаги.
Хуан дел Диабло и Андрес Алкасар и Вайе са синове на Франсиско Алкасар и Вайе, богат земевладелец. Първият е незаконен, резултат от извънбрачната връзка на Франсиско със съпругата на беден рибар, докато вторият е законният му син от съпругата му София Молина, дама от висшето общество, изтънчена, но зла. Хуан, наречен „дел Диабло“ заради неговата дива и конфликтна личност, е бил малтретиран от рибаря след смъртта на съпругата му, който мрази и детето и баща му.
Франсиско разбира за съществуването на Хуан и изразява в писмо желанието си да го признае за свой син, и да му даде домът, който заслужава, но София силно се противопоставя. Франсиско иска писмото да бъде предадено на Ноел Манера, адвокат и негов верен приятел. Франсиско претърпява инцидент с кон. Малко преди да умре, той кара сина си Андрес да обещае, че ще приеме и обича Хуан като свой брат. Франсиско умира, а София скрива писмото, а след това изгонва Хуан от дома им.
Минават години... Графиня Каталина Монтеро вдовица де Алтамира и двете ѝ дъщери, младите графини Моника и Ейми, се връщат във Веракрус, за да изпълнят обещанието, което тя и братовчедка ѝ София са си дали преди години – да оженят Моника и Андрес. Моника е добра и чувствителна млада жена, пълна противоположност на сестра си, която е фриволна и капризна. Моника се влюбва в Андрес, но той – в Ейми, и предпочита нея за съпруга, въпреки споразумението между майка му и Каталина. Моника, разочарована и унижена, решава да влезе в манастир. Ейми, независимо от това, че е годеница на Андрес, е любовница на Хуан, който се превърнал в пират и бандит, живеещ край морето и управляващ кораб, наречен „Сатаната“. Неговата безстрашна и дива природа не се е променила и веднага щом се запознава с Ейми, започва страстна и романтична връзка между тях. Когато Хуан трябва да замине по работа, той я кара да му обещае, че ще го чака, а след това ще се омъжи за него. Но Ейми, знаейки ползите от брака с Андрес, забравя обещанието си и се омъжва за него.
Когато Хуан се връща от пътуването си, вече като милионер, научава за предателството на Ейми и, разгневен от това, че е измамен, решава да отиде в дома на брат си, за да я отведе със сила. При тези обстоятелства, Моника и Хуан се запознават, за да се избегне трагедията, тя го убеждава да напусне дома. Андрес, без да забравя обещанието, което е дал на баща си, вярва, че Моника е влюбена в Хуан, и я принуждава да се омъжи за него. Тя се колебае отначало, но накрая приема. По този начин тя опознава мъжа си по-дълбоко, като открива, че зад тази фасада на див и опасен човек се крие един мил и нежен млад мъж с диво, но благородно сърце.

## Актьори
- Едит Гонсалес – Моника де Алтамира Монтеро де Алкасар и Вайе
- Едуардо Паломо – Хуан „дел Диабло“ Алкасар и Вайе / Франсиско Алкасар и Вайе
- Ана Колчеро – Ейми де Алтамира Монтеро де Алкасар и Вайе
- Ариел Лопес Падия – Карлос Андрес Франсиско Алкасар и Вайе
- Енрике Лисалде – Ноел Мансера
- Клаудия Ислас – София Молина вдовица де Алкасар и Вайе
- Лус Мария Агилар – Каталина Монтеро вдовица де Алтамира
- Арсенио Кампос – Алберто де ла Серна
- Ернесто Яниес – Росалес
- Йоланда Вентура – Асусена
- Хавиер Руан – Гуадалупе Кахига
- Сесар Евора – Марсело Ромеро Варгас
- Исаура Еспиноса – Аманда Монтерубио вдовица де Ромеро Варгас
- Вероника Мерчант – Мариана Ромеро Варгас / Мариана Мансера
- Оливия Кайро – Хуанита
- Емилио Кортес – Серафим Камперо
- Ана Лаура Еспиноса – Лупе
- Херардо Емер – Хоакин Мартинес
- Хайме Лосано – Сегундо Кинтана
- Адалберто Пара – Капитан Еспиндола
- Алехандро Рабаго – Педро
- Гонсало Санчес – Факундо Гомес
- Моника Санчес – Роса
- Индра Суно – Мече
- Антония Марсин – Долорес Пенялоса де Алтамира
- Хулио Монтерде Доминго
- Кета Лават – Майка игуменка
- Артуро Паулет – Мондрагон
- Хоана Брито – Ана
- Марибел Палмер – Тереса
- Кета Караско – Пруденсия Санта Мария
- Мария Долорес Олива – Теуа
- Хуан Антонио Янес – Есперон
- Кончита Маркес – Хулиана
- Хорхе Валдес Гарсия
- Джералдин Басан – Моника (дете)
- Хулиан де Тавира Хуан (дете)
- Кристиан Руис – Андрес (дете)
- Балдовино
- Алисия дел Лаго
- Фелио Елиел
- Чарлито Гранадос
- Нели Орсман
- Карл Ийос
- Арсели Кордеро
- Хулиан Веласкес

## Премиера
Премиерата на Диво сърце е на 5 юли 1993 г. по Canal de las Estrellas. Последният 160. епизод е излъчен на 18 февруари 1994 г.

## Екип
- Оригинална история – Каридад Браво Адамс
- Версия и либрето – Мария Саратини
- Консултант – Хосе Руис де Еспарса
- Музикална тема – Corazón salvaje
- Автор – Хорхе Авенданьо
- Изпълнител – Мануел Михарес
- Сценография – Мирса Пас
- Декор – Росалба Сантойо, Херардо Ернандес
- Дизайн на костюми – Силвия Теран, Фернандо Бермудес
- Редактор – Фернандо Валдес
- Директор продукция – Даниела Естрада
- Координатор продукция – Виктор Мануел Себайос
- Мениджър продукция – Роберто Ернандес Васкес
- Оператор – Хорхе Мигел Валдес
- Режисьор – Алберто Кортес
- Продуцент и главен режисьор – Хосе Рендон

## Любопитно
Първоначално, Ерика Буенфил, която за известно време не участва в теленовели, трябва да изпълни ролята на Ейми, но актрисата остава очарована от персонажа на Моника, но и Рендон, и съпругата му, Мария Саратини, се опитват да убедят Буенфил, че ролята на злодейката ще възроди кариерата ѝ. Въпреки това, Ерика Буенфил отказва. Вече размислила, актрисата разговаря с Хосе Рендон, и приема предложения ѝ договор. На свой ред, продуцентът я изненадва с новината, че Ана Колчеро е подписала договора и е на проби за костюми. Буенфил изразява съжаление, че не е приела ролята, която би могла да направи неочакван ход в кариерата ѝ.
Кастинът за ролята на Моника е ръководен от Салма Хайек.
Сесар Евора е първият актьор, на който се спира Рендон, който да изпълни ролята на Хуан дел Диабло, но директорите на Телевиса не са сигурни, че новодошлият кубинец в Мексико ще може да изпълни главната роля. Тогава Едуардо Паломо се появява на кастинга и Рендон не се съмнява, че актьорът ще бъде окончателният „Хуан дел Диабло“. Това се превръща в емблематична роля на актьора и до днес голяма част от критиката, както и обществеността, смятат Паломо за най-добър „Хуан дел Диабло“. По отношение на Сесар Евора, актьорът разбира ситуацията и Мария Саратини пише ролята на „съдия Марсело Ромеро Варгас“ специално за него.

## Награди и номинации
Награди TVyNovelas (1994)
| Категория                       | Номинация         | Резултат   |
| ------------------------------- | ----------------- | ---------- |
| Най-добра теленовела            | Хосе Рендон       | Печели     |
| Най-добра актриса в главна роля | Едит Гонсалес     | Печели     |
| Най-добър актьор в главна роля  | Едуардо Паломо    | Печели     |
| Най-добра първа актриса         | Клаудия Ислас     | Печели     |
| Най-добър пръв актьор           | Енрике Лисалде    | Номиниран  |
| Най-добро женско откритие       | Ана Колчеро       | Печели     |
| Най-добро женско откритие       | Йоланда Вентура   | Номинирана |
| Най-добро мъжко откритие        | Ариел Лопес Падия | Печели     |
| Най-добро мъжко откритие        | Сесар Евора       | Номиниран  |
| Най-добра музикална тема        | Мануел Михарес    | Печели     |

- Най-успешна теленовела в САЩ: Диво сърце.

Награди El Heraldo de México (1994)
| Категория                     | Номинация      | Резултат |
| ----------------------------- | -------------- | -------- |
| Най-добра теленовела          | Хосе Рендон    | Печели   |
| Най-добър телевизионен актьор | Едуардо Паломо | Печели   |

Награди TP de Oro (1995)
- Най-добра теленовела[2]

Награди Telegatto (Италия) 1994
| Категория                                           | Резултат |
| --------------------------------------------------- | -------- |
| Най-добра теленовела на годината, излъчена в Италия | Печели   |

Награди ACE (Ню Йорк) 1994
| Категория                | Номинация      | Резултат |
| ------------------------ | -------------- | -------- |
| Най-добър актьор         | Едуардо Паломо | Печели   |
| Най-добро женско участие | Клаудия Ислас  | Печели   |
| Най-добро мъжко участие  | Арсенио Кампос | Печели   |
| Най-добър режисьор       | Алберто Кортес | Печели   |

Награди Eres (1994)
| Категория                           | Номинация      | Резултат |
| ----------------------------------- | -------------- | -------- |
| Най-добра теленовела                | Хосе Рендон    | Печели   |
| Най-добра актриса                   | Едит Гонсалес  | Печели   |
| Най-добър актьор                    | Едуардо Паломо | Печели   |
| Най-добра актриса в поддържаща роля | Ана Калчеро    | Печели   |

## Версии
Върху оригиналната история Corazón salvaje на Каридад Браво Адамс, са създадени следните теленовели:
- Диво сърце, продуцирана от Ернесто Алонсо за Telesistema Mexicano (днес Телевиса) през 1966 г., с участието на Хулиса, Енрике Лисалде, Жаклин Андере и Енрике Алварес Феликс.
- Диво сърце, продуцирана от Ернесто Алонсо за Телевиса през 1977 г., с участието на Анхелика Мария, Мартин Кортес, Сусана Досамантес и Фернандо Алиенде.
- Непокорно сърце, продуцирана от Салвадор Мехия за Телевиса през 2009 г., с участието на Арасели Арамбула, Едуардо Яниес и Кристиан де ла Фуенте. Сюжетът на тази теленовела се базира на Corazón salvaje от Каридад Браво Адамс и Аз купувам тази жена, създадена въз основа на теленовелата Yo compro esa mujer, създадена от Олга Руилопес.